# ولری بندرنکو
والری بندرنکو (اوکراینی: Валерія Бондаренко؛ زاده ۲۰ ژوئن ۱۹۸۲) یک تنیس‌باز اهل اوکراین است.